# 扇原貴宏
扇原貴宏（1991年10月5日—），為日本足球運動員，現在效力日職球隊神戶勝利船，前日本國家足球隊成員。

## 俱樂部生涯
扇原贵宏1991年10月5日出生，先后经历了堺北FC、大阪樱花U-15和U-18队，在2010年入选一线队，身高183cm，司职后腰，也能胜任中后卫，惯用脚为左脚，作为主力后腰参加了2012年伦敦奥运会并表现出色。
2013年，德甲球队纽伦堡曾对扇原贵宏正式报价，希望在冬季转会将他引入，当时他正在大阪樱花效力。据悉纽伦堡提出的合约是2年以上的完全转会。但最后这笔交易未能成行。
2016年，扇原贵宏转会名古屋鲸。然而因为伤病，仅代表新东家出场过两次。
2017年1月7日官宣加盟横滨水手 。
2021年12月17日，转会神户胜利船。

## 國家隊生涯
在2012年伦敦奥运会，他入选日本国奥，并在6场比赛中5次首发，帮助球队最终打入4强，2013年东亚杯上首次入选扎切罗尼选拔的全部由J联赛球员组成的日本国家队，并在对阵澳洲的比赛时出场。

## 個人生活
2014年5月31日，日职联赛的人气选手扇原贵宏在自己的博客里发博文向粉丝们重新宣布了自己已经结婚的事。
扇原贵宏在2014的4月8日结婚。该年的5月29日，才通过俱乐部官方宣布婚訊。

## 外部連結
- National Football Teams （页面存档备份，存于）
- Japan National Football Team Database （页面存档备份，存于）
- 扇原貴宏 – FIFA國際賽競賽紀錄 (存檔)
- Japan National Football Team Database （页面存档备份，存于）
- 日本職業足球聯賽中的扇原貴宏 （日語）
- Profile at Yokohama F. Marinos （页面存档备份，存于）
- Soccerway資料庫：扇原貴宏